# 卫国乡
卫国乡是中国黑龙江省哈尔滨市五常市下辖的一个乡，地处五常市中东部。

## 行政区划
现辖：
卫国村、友好村、长安村、西安村、兴水村和保家村。